# Micheil Meschi
Micheil Meschi (georgisch მიხეილ მესხი, russisch Михаил Шалвович Месхи, Michail Schalwowitsch Meschi; * 12. Januar 1937 in Tiflis; † 12. Juli 1991 ebenda) war ein sowjetischer Fußballspieler georgischer Herkunft.
Meschi spielte in seiner Karriere bei zwei Vereinen: FC Dinamo Tiflis und Lokomotive Tiflis. Mit Dinamo wurde er 1964 sowjetischer Meister. Er beendete seine Vereinskarriere 1970. International spielte Meschi in der sowjetischen Auswahl. Er nahm an der Weltmeisterschaft 1962 in Chile teil, bei der sein Team im Viertelfinale ausschied. Außerdem gewann er mit der Sbornaja 1960 den Europameistertitel.

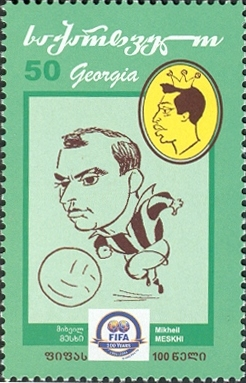
Micheil Meschi auf einer Briefmarke aus Georgien

## Erfolge
- Sowjetischer Meister: 1964 mit dem FC Dinamo Tiflis
- Europameister 1960 mit der Sowjetunion